# Indigofera amoena
Indigofera amoena är en ärtväxtart som beskrevs av William Aiton. Indigofera amoena ingår i släktet indigosläktet, och familjen ärtväxter. Inga underarter finns listade i Catalogue of Life.